# Aliabad-e Farasude
Aliabad-e Farasude (perski: علي ابادفرسوده) – miejscowość w Iranie, w ostanie Teheran. W 2006 roku liczyła 2178 mieszkańców w 548 rodzinach.